# ジャズ
ジャズ（英: jazz）は、19世紀末から20世紀初頭にかけてアメリカ合衆国ルイジアナ州ニューオーリンズの黒人コミュニティで生まれた音楽ジャンルで、ブルースやラグタイムをルーツとしている。1920年代のジャズ・エイジ以降、伝統音楽やポピュラー音楽における主要な表現として認識されるようになった。

## 概要
ジャズの特徴は、スウィングするリズムや、裏の音符の多いシンコペーションのあるリズム、初期にブルースの影響を受けた（ブルーノートもあったが、これは基本的にはブルースである）複雑なコード、複雑なスケール、コールアンドレスポンス・ボーカル、ポリリズム、即興演奏などである。ジャズのルーツは、西アフリカの文化と音楽的表現、そして黒人音楽の伝統にある。
ジャズが世界中に広まるにつれ、国や地域、地元の音楽文化が取り入れられ、さまざまなスタイルが生まれた。ニューオリンズのジャズは1910年代初頭に始まり、それまでのブラスバンドのマーチ、フランスのカドリーユ、ラグタイム、ブルースに、ポリフォニックな即興演奏を組み合わせたものであった。ただ、ジャズの淵源は、ニューオリンズといった一地域のみに求められるものではない。アメリカ各地では、様々な形式のポピュラー音楽が現れており、そしてそれらは、共通の起源や音楽的方向性を持ちながらも、個々の状況に応じて発展していった。1930年代には、アレンジされたダンス志向のスウィング・ビッグバンド、カンザス・シティ・ジャズ、ジプシー・ジャズ（ミュゼットワルツを強調したスタイル）などのスタイルが知られるようになった。初期のジャズの代表的なミュージシャンには、ルイ・アームストロング、デューク・エリントンらがいた。白人のポール・ホワイトマンを”キング・オブ・ジャズ”と呼んだ評論家たちは、後にその誤りを自嘲的に語ることになった。1940年代に登場したチャーリー・パーカーらによるビバップは、ジャズをスウィングのようなダンサブルな娯楽音楽から、速いテンポで演奏され、複雑な即興演奏を多用する、ミュージシャン主導の音楽へと変化させた。1940年代末には、白人寄りのクール・ジャズが登場した。
1950年代半ばには黒人主体のハード・バップが登場し、同ジャンルはサックスやピアノの演奏にリズム＆ブルース、ゴスペル、ブルースなどの影響を取り入れた。1950年代後半には、モードを音楽構造の基礎とするモードジャズ（モーダル・ジャズ）が発展し、即興・アドリヴが重視された。フリー・ジャズは、西洋音楽の規則的な音階や拍子、形式的な音楽構造にとらわれない自由な演奏を追求したが、それはそれまで長年構築されてきた西洋音楽の秩序を崩壊させるものであった。1960年代末から1970年代前半にかけては、ジャズとロックのリズム、電気楽器を組み合わせたクロスオーバーが登場し、70年代後半にはジャズ・ロック・フュージョンへと変化した。1980年代には、スムーズジャズと呼ばれるジャズ・フュージョンの後継である商業的なジャズが成功を収め、ラジオで放送された。1990年代に入ると、ジャズ・ラップやニュー・ジャズなど、さまざまなスタイルやジャンルが登場した。

## 詳細

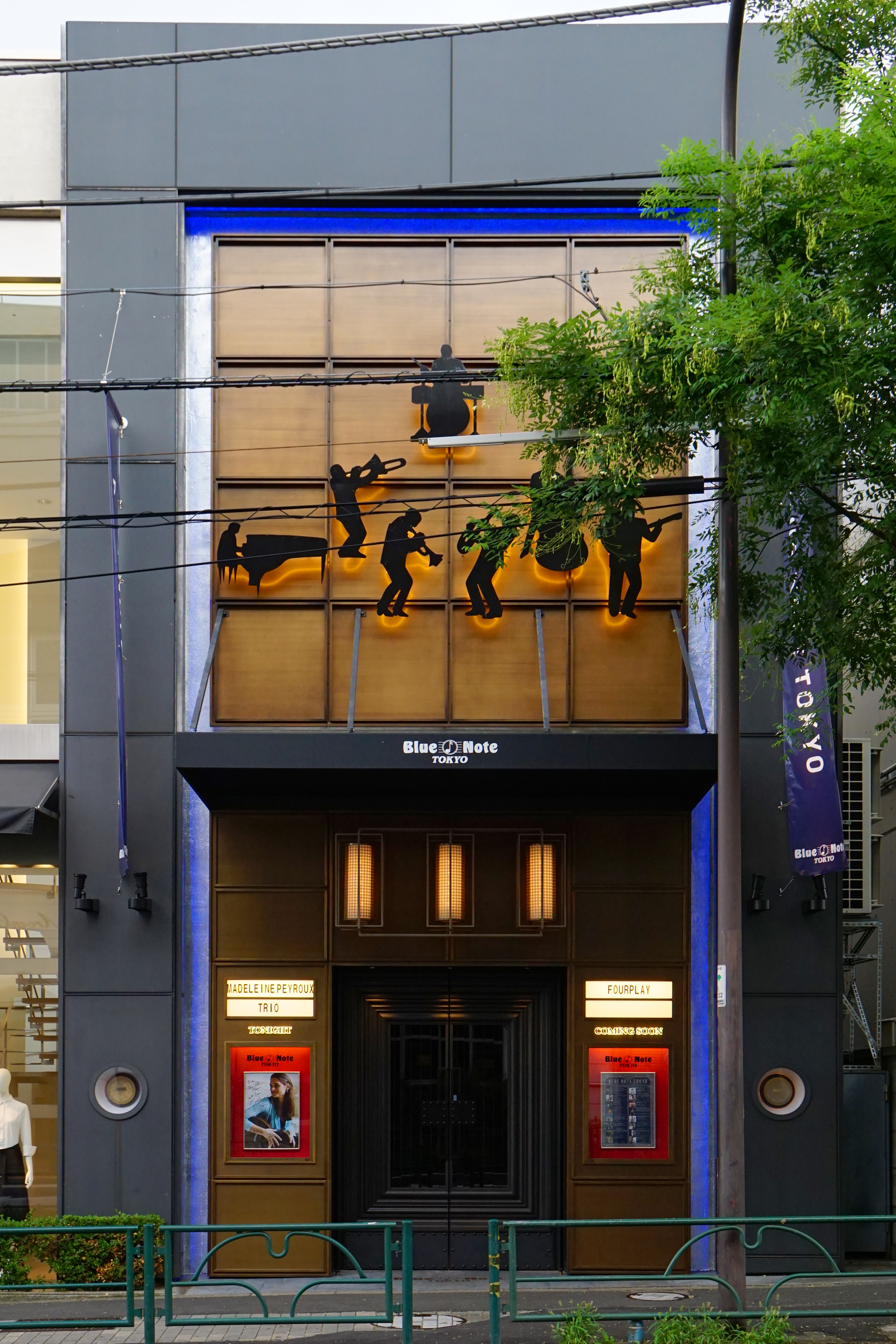
ジャズクラブ、ブルーノート東京

卑猥な意味をもつという"jass（ジャス）"によるとする説や、19世紀からアメリカ南部の黒人が使っていた性行為などの性的意味、熱狂や急速なテンポ・リズムを意味するスラングのjazz（ジャズ）によるとする説などがある。jassという言葉の意味は様々に変化し、上記のような特徴をもつ黒人音楽を、ジャズと称するようになった時期も明らかではない。作曲家のジェリー・ロール・モートンは、ラグタイム時代からスウィングジャズ時代まで活動した。
1916年にシカゴで活動していたジョニー・ステインをリーダーとする白人バンドが、jassということばにヒントを得てバンド名を"Stein's Dixieland Jass Band（ステインのディキシーjassバンド）"とし、これからジャズと称されるようになった、という記録がある。
同年10月にはアメリカの芸能誌『バラエティー』が「ジャズバンド結成」と報じたことを契機に一般化した。
このグループはさらに"Original Dixieland Jass Band（オリジナル・ディキシーランド・ジャズ・バンド）"と改名、1917年1月に史上最初のジャズ・レコードを録音したが、そのレコードのラベルには"jass band"と印刷されていた。
ビバップやフリー・ジャズのような革新性、スウィング・ジャズやヴォーカル・ジャズのような保守性、大衆性、商業主義が混在しながらジャズ音楽は存続してきた。革新性は主に黒人ミュージシャンによって推し進められた芸術音楽としての一面、保守性は白人富裕層・中流階級向けの音楽としての一面、また大衆性や商業主義は大衆音楽やポピュラー音楽として発展した一面を表していた。なお、ジャズは60年代の公民権運動やヒッピー文化などのカウンターカルチャーとは、方向性が異なっていたが、ときに交わることもあった。

### 革新性

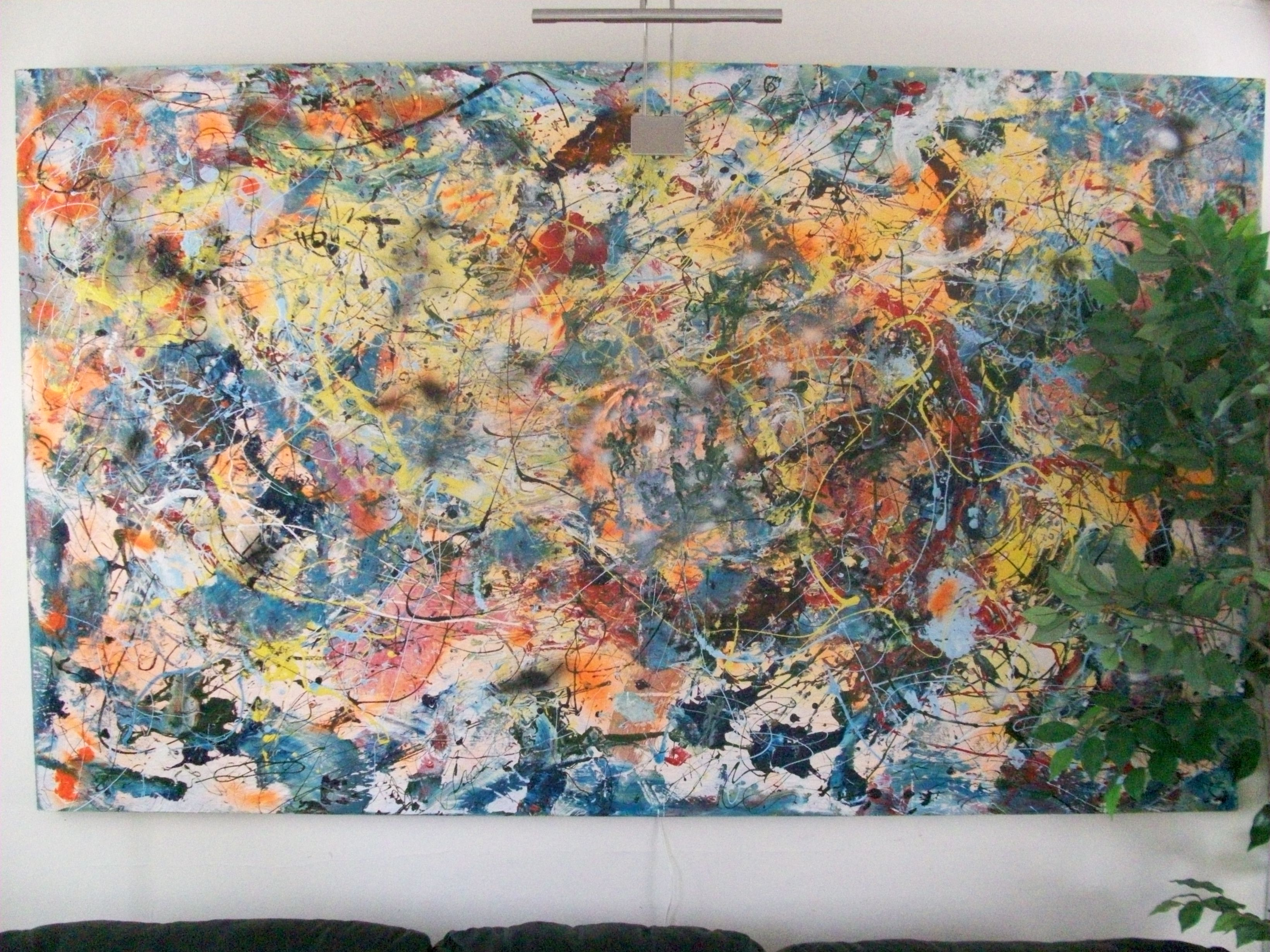
ジャクソン・ポロックのアクション・ペインティングを模した絵画。ジャクソン・ポロックの絵画は、オーネット・コールマンのアルバム『Free Jazz』のジャケットデザインに使用された

ジャズは、欧州をルーツとするクラシック音楽への対抗や人種差別への抵抗、そして自由な音楽性を探求する音楽だった。それが60年代初頭までは時代の先端として存在し、新たな演奏スタイルが誕生し、ジャズをより幅広い音楽ジャンルへと変化させた。1940年代後半におけるビバップの誕生は即興演奏の飛躍的発展として、また1950年代におけるビートニクに共感する若者からの支持を獲得した（ビートニクやジャズ喫茶を参照）。革新的ビバップ、西洋音楽からの分離を志向したフリー・ジャズ、ロックとの融合を目指したジャズ・ロックなど、新たな音楽ジャンルが模索されていった。「多様性」は、ジャズの特徴でもあり、演奏スタイルは多様である。白人・黒人の混合文化はジャズの初期からの傾向でもあるが、1970年代半ばのフュージョン以降は停滞し、保守的なものになった。なお黒人主導の反抗的で自由な音楽性は、ヒップホップ・ミュージックに受け継がれたという意見がある。
また一部ビバップやフリー・ジャズなどのより革新的な演奏スタイルは、即興的で混沌としており、大衆性・商業性には結びつかず、現在でもジャズの中では前衛的ジャンルと認識されている。一方で、ビバップ、フリージャズなどの革新を追い求める姿勢は、ジャズを芸術性も含む音楽ジャンルであると認識させ、ジャズを長く嫌いであった人間にも魅力的に感じさせる場合がある。

### 保守性

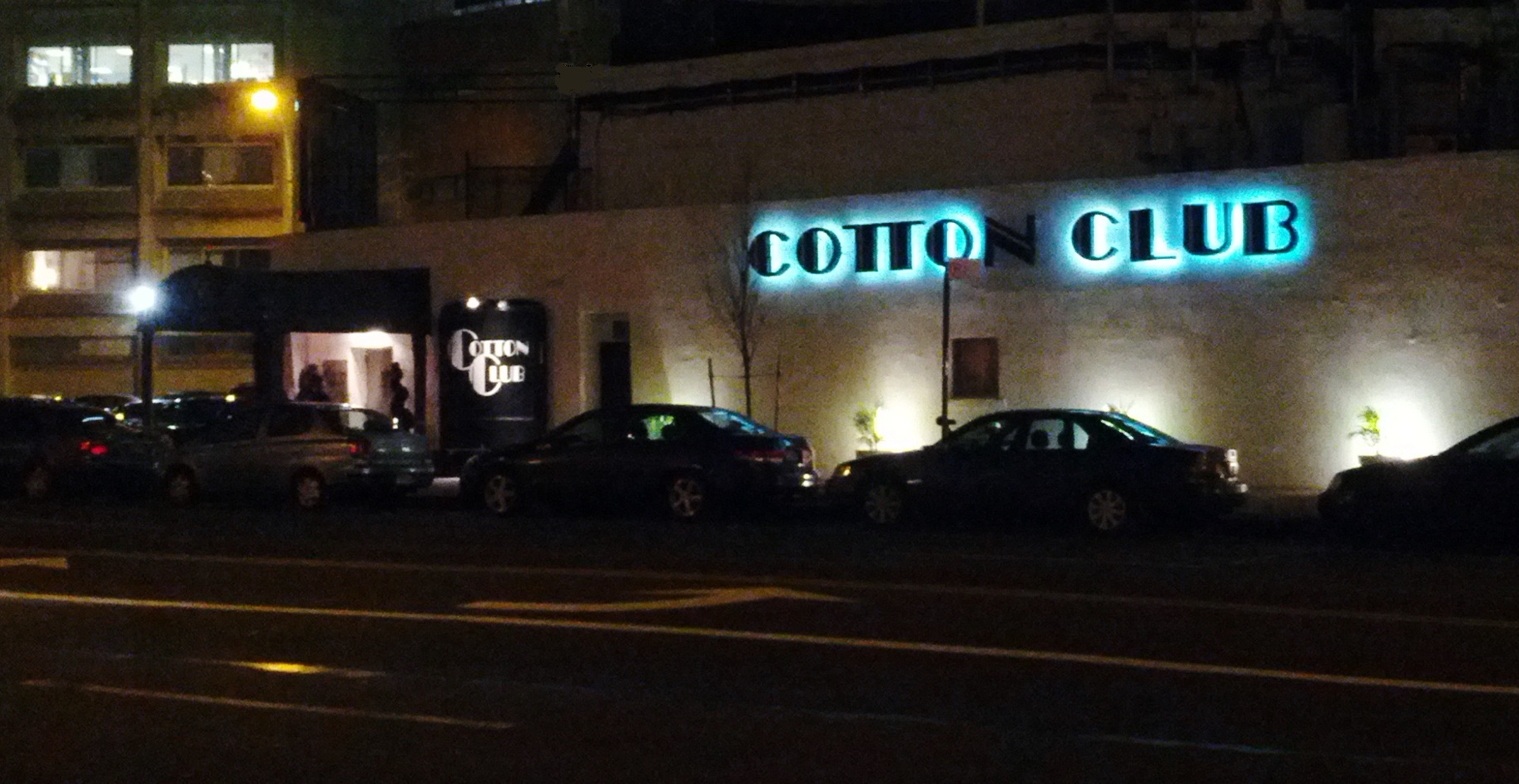
禁酒法時代を代表する高級ナイトクラブ、「コットン・クラブ」。デューク・エリントン楽団のジャズライブは、白人富裕層から人気を博した。

1910年代にクラシック音楽に倣った編成であるビッグバンド（後のスウィング・ジャズ）が誕生すると、それを機にハーレム・ルネサンスの後押しもあってジャズクラブやジャズバーがニューヨークの各所で開店されていった。しかしコットン・クラブをはじめとしたナイトクラブでは、演奏者は黒人でありながらも、顧客は白人の富裕層・中流層が多かった。それはジャズを、サロン音楽的ジャンルとしても定着させた。ジャズの世界では、ジョージ・ガーシュウィン、ベニー・グッドマン、グレン・ミラー、スタン・ケントン、ギル・エヴァンスらの白人音楽家による白人ジャズも、常に存在した。

### 大衆性・商業主義

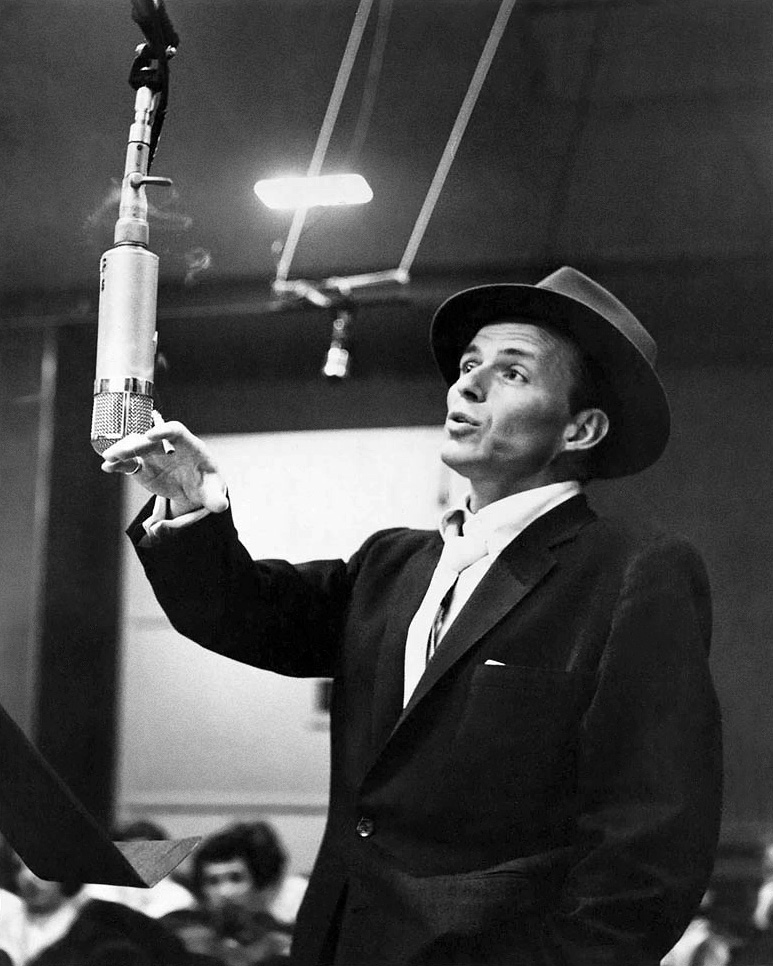
保守主義・商業主義の象徴であったエンターテイナー、フランク・シナトラ。

ジャズは、白人のメインカルチャーとは異なる、都市の黒人による洗練された音楽として登場したが、ラグタイムからの音楽性を受け継いだ当初から、大衆音楽としての側面があった。大衆文化に寄り添い、また商業性を意識した音楽性は、1940年代の芸術音楽であるビバップの誕生までは、ジャズの主要な特徴として認識された。ビッグバンドやスウィング・ジャズは、クラブやバーで演奏されるだけでなく、ダンスホールで演奏される、大衆のためのダンス・ミュージックとしての役割も担い、狂騒の20年代を文化的側面から支えた（ジャズ・エイジ）。あるいはヴォーカル・ジャズも同様に大衆からの人気を博し、ポピュラー音楽の一翼を担っていた。代表的なジャズ・ヴォーカリストとしては、アフロアメリカンのビリー・ホリデイ、サラ・ヴォーン 、エラ・フィッツジェラルド、ナット・キング・コール、白人のビング・クロスビー、フランク・シナトラ、ペギー・リー、トニー・ベネット、ペリー・コモ、ローズマリー・クルーニー、パティ・ペイジなどがいた。彼らの中には稀代のエンターテイナーとして歴史に名を残した者もいる。またルイ・アームストロングやチェット・ベイカーのように、演奏・ヴォーカルともに活躍した者もいた。

## 歴史

### 1920年代 - 1940年代

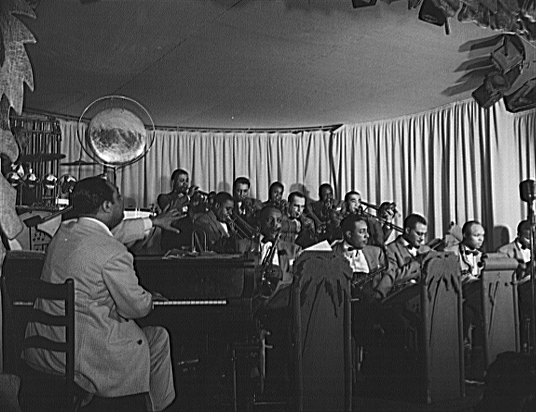
デューク・エリントン（1943年）

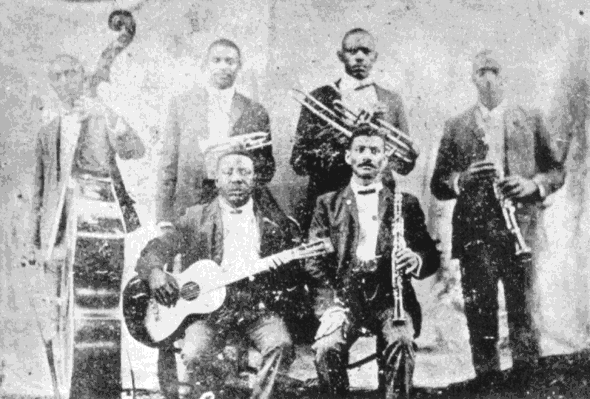
バディ・ボールデン（後列左から2人目、1905年頃）

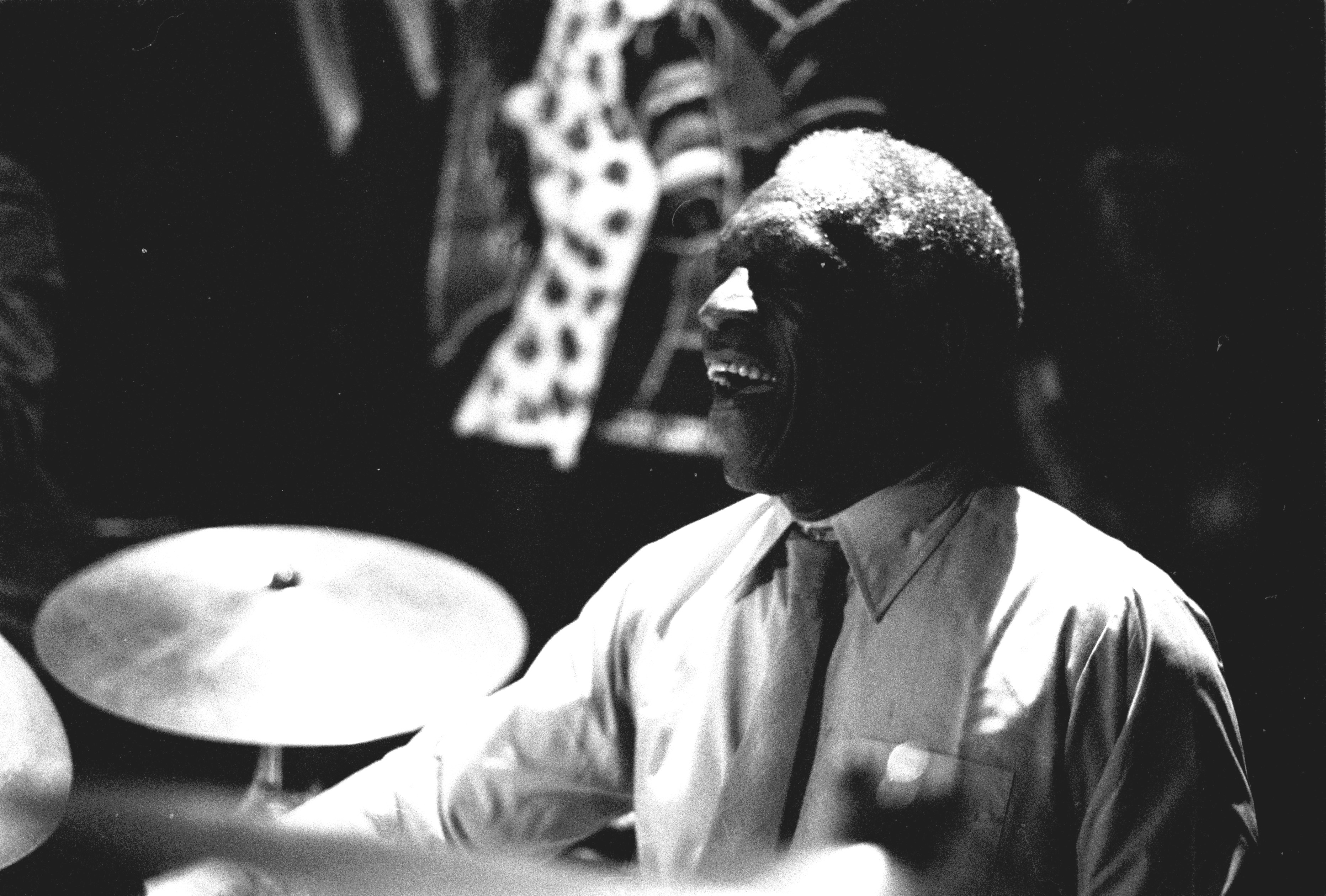
アート・ブレイキー（1985年）

ジャズは西洋音楽とアフリカ音楽の組み合わせにより発展した音楽である。スピリチュアル、ブルースの要素を含み、ルーツは西アフリカ、西サヘル（サハラ砂漠南縁に東西に延びる帯状の地域）、ニューイングランドの宗教的な賛美歌やヨーロッパの軍隊音楽にある。アフリカ音楽を起源とするものについては、アフリカからアメリカ南部に連れてこられたアフリカからの移民（多くは奴隷として扱われた）とその子孫の人種音楽としてもたらされたとされており、都市部に移住した黒人ミュージシャンによってジャズとしての進化を遂げたといわれている。なお、ジャズより古い時代に誕生したラグタイムはスウィングしておらずジャズとは関係ないが初期のジャズ・ピアノ奏法に影響を与えた。
ニューオーリンズが発祥の地とされており、現在でもその語源ははっきりしない。20世紀初頭には、コルネット奏者の「アフロアメリカン」であるバディ・ボールデンがニューオーリンズで人気を博したが、ボールデンは1907年に活動停止し、本人による録音は残されていない。
1916年、アメリカの芸能誌『バラエティ』が「シカゴでジャズバンドが結成」と報じたことを契機にジャズという言葉が普及し始める。
1917年、ニューオーリンズ出身の白人バンドであるオリジナル・ディキシーランド・ジャズ・バンドが、ジャズでは初のレコードとなる「Dixie Jass Band One Step」と「Livery Stable Blues」の2曲入りシングルをビクタートーキングマシンから発表。
初期のジャズは、マーチングバンドと20世紀初頭に流行したダンス音楽に影響を受けており、ブラス（金管楽器）・リード（木管楽器）・ドラムスによる組み合わせの形態はこれらの影響に基づく可能性もある。初期は黒人が楽器を買う金がなく、白人が捨てた楽器を拾って演奏することもあった。ジャズが普及していった理由は、ラジオが1920年代末には、かなり多くの家庭に普及し、楽譜を売っていた音楽業界も、蓄音機の発明により、レコード産業へと発展していったことが大きかった。ラグタイムは、後のダンス向きなスウィング・ジャズへと交代していく。アメリカの禁酒法時代(1920-1933年)に地下化した酒場に集うミュージシャンによって、あるいはレコードやラジオの普及によって、ダンス・ミュージックなどのポピュラー音楽のスタイルがまだまだ渾然一体となっていた1920年代初頭にはアメリカを代表する音楽スタイルの一つとして、アメリカ国内の大都市に急速に広まった。第一次世界大戦から大恐慌までのアメリカの隆盛期が「ジャズ・エイジ」と呼ばれるのはこのためである。1920年代にはイギリスでもジャズが流行り、後のエドワード8世も少年時代にレコードを収集するなど、幅広い層に受け入れられた。
1930年代には、ソロ演奏がそれまで以上に重要視されるようになり、ソロを際だたせる手法の一つとして小編成バンドが規模拡大してビッグ・バンドスタイルによるスウィング・ジャズが確立されるようになり、人気を博す。人気の中心となったのは、デューク・エリントン、ベニー・グッドマン、グレン・ミラー、カウント・ベイシー、トミー・ドーシー、スタン・ケントンらのスウィング・バンドだった。人種的障壁で隔てられていた黒人ミュージシャンと白人ミュージシャンの媒介としての役割を果たしたクレオールも媒介役になった。スウィング・ジャズはアレンジャーとバンドリーダーの立場がより重要視されるようになった。ルイ・アームストロングは、ジャズとボーカルとの融合において重要な役割を果たした。
その一方で、ソロを際だたせる別の手法として、アレンジを追求したスウィング・ジャズとは異なる方向性を求めたり、スウィング・ジャズに反発するミュージシャンにより、即興演奏を主体としたビバップ等の新たなスタイルが模索されるようになる。1940年代初頭には、ビバップに傾倒するミュージシャンも増えていくが、1942年8月から1943年秋にかけて、アメリカで大規模なレコーディング・ストライキがあったため、初期ビバップの録音はわずかしか残されていない。戦前に設立されたアルフレッド・ライオンのブルーノート・レコードは弱小レーベルながら、ジャズの発展に大きく貢献した。

### 1950年代 - 1960年代
1950年代にはチャーリー・パーカーやディジー・ガレスピー、セロニアス・モンクらによる「ビバップ」が誕生し、多くの録音を残した。ビバップのコンボは、サックス、トランペット、ピアノ、ドラムス、コントラバスで構成される小さなコンボだった。ビバップ・ミュージシャンは、編曲された音楽を演奏するのではなく、通常、リズムセクションの伴奏で作曲のメロディー（ヘッドと呼ばれる）を演奏し、その後、各演奏者がソロを即興で演奏し、最後にメロディーに戻る。
最も影響力のある、ビバップ・アーティストの作曲家や演奏家は次のとおり。アルトサックス奏者のチャーリー・パーカー。テナーサックス奏者のデクスター・ゴードン、ソニー・ロリンズ。クラリネット奏者バディ・デフランコ、トランペット奏者のファッツ・ナヴァロ、クリフォード・ブラウン、マイルス・デイヴィス、ディジー・ガレスピー。ピアニストのバド・パウエル、セロニアス・モンク。ギタリスト、 チャーリー・クリスチャン、ジョー・パス、ベーシストのカーリー・ラッセル、ドラマーのバディ・リッチ、ケニー・クラーク、マックス・ローチ、アート・ブレイキー。ジャズの全盛期であった1950年代には、クール・ジャズ、ウエストコースト・ジャズ、ハード・バップ等の新たなスタイルが登場し、モダン・ジャズの流れを作り出すことになる。ナット・キング・コール、メル・トーメ、ペギー・リーらの歌手も、この時期活躍した。
1957年、フランス映画『大運河』（監督:ロジェ・ヴァディム）でジョン・ルイスが音楽を担当し、サウンドトラックはジョンが在籍するモダン・ジャズ・カルテット名義の『たそがれのヴェニス』として発表。サウンドトラックをジャズにゆだねたのは、伝記映画を除けば初のことであった。以後、フランスで「シネ・ジャズ」と呼ばれる動きが起こり、マイルス・デイヴィスが『死刑台のエレベーター』（監督:ルイ・マル）に、セロニアス・モンクが『危険な関係』（監督:ロジェ・ヴァディム）に、アート・ブレイキー&ジャズ・メッセンジャーズが『殺られる』の映画音楽を担当した。1958年には、アメリカ映画『私は死にたくない』（監督:ロバート・ワイズ）にジェリー・マリガンやアート・ファーマー等が参加し、以後アメリカでも、ジャズが本格的に映画音楽として使用されるようになった。
1950年代末期には、マイルス・デイヴィスの『マイルストーンズ』『カインド・オブ・ブルー』といった作品で、モード・ジャズという手法が試みられ、それまではある程度調性に従って演奏するスケールを緻密に変化させる必要があったところに、ドリアンなどの聴き馴染みのないモードに長居することで、演奏は楽になる割にファンシーなサウンドを得ることが可能になった。一方、オーネット・コールマンやアルバート・アイラー、サン・ラらは、より前衛的で自由度の高いジャズを演奏し、1960年代になると、オーネットのアルバム名から「フリー・ジャズ」という言葉が広まっていった。また、ジャズ・ボーカルではビリー・ホリデイ、サラ・ヴォーン、カーメン・マクレエ、エラ・フィッツジェラルド、ニーナ・シモン、アニタ・オデイらも活躍した。白人歌手のヘレン・メリル、クリス・コナーらも人気を集めた。
1960年には、ジョン・コルトレーンによるアルバム『ジャイアント・ステップス』が発売された。コルトレーンは翌1961年にも『ライブ・アット・ザ・ヴィレッジ・ヴァンガード』を発表した。また1960年代前半には、ブラジル音楽のボサノヴァに注目するジャズ・ミュージシャンも多くなった。スタン・ゲッツは『ジャズ・サンバ』（1962年）を『ビルボード』誌のポップ・チャート1位に送り込み、翌年にはボサノヴァの重要人物（ジョアン・ジルベルト、アントニオ・カルロス・ジョビン等）との共演盤『ゲッツ/ジルベルト』を制作、グラミー賞のアルバム・オブ・ザ・イヤーを受賞。1965年には、ハンク・モブレーのカバーによる「リカード・ボサノヴァ」が、ジャズの曲として大ヒットし、スタンダード・ナンバーとして認知されるまでになる。カーティス・フラー、キャノンボール・アダレイやホレス・シルヴァー、ナット・アダレイ、ラムゼイ・ルイスらを中心としたソウル・ジャズ（ファンキー・ジャズ）も、1950年代後半から1960年代に人気となった。またリー・モーガンの「ザ・サイドワインダー」は大ヒットしすぎたために、ブルーノート・レコードが一度倒産状態になるという珍現象も見られた。
1960年代までのジャズは、一部の楽器（エレクトリックギター、ハモンドオルガン等）を除けば、アコースティック楽器が主体だった。しかし、1960年代末期、マイルス・デイヴィスはより多くのエレクトリック楽器を導入し、エレクトリック・ジャズ・アルバム『ビッチェズ・ブリュー』をヒットさせた。同作に参加した多くのミュージシャンも、独立してエレクトリック楽器を導入したバンドを次々と結成した。

### 1970年代 - 1980年代
1970年代に入るとエレクトリック・ジャズは、クロスオーバーと呼ばれるスタイルに変容していく。この時期に大ヒットしたのが、デオダートの「ツアラトゥストラはかく語りき」である。さらには1970年代半ばには、フュージョンと呼ばれるスタイルに発展していく。フュージョンのリー・リトナー、ラリー・カールトン、アル・ディ・メオラらは、FMラジオなどでさかんにオンエアされた。スタッフ、ザ・クルセイダーズ、スパイロ・ジャイラ、ジョージ・ベンソン、チャック・マンジョーネ、グローヴァー・ワシントン・ジュニアらも活躍した。だが、フュージョンはそのポップ性、商業性、娯楽性からフリー・ジャズ、ビバップのアーティストやジャズ評論家、ジャズ・ファンの一部から強い拒否反応を受けた。これは商業か芸術かといった、普遍的な問題の表れでもあった。

### 1990年代 - 現在
1990年代のジャズは特定のスタイルが主流になるのではなく多様化が進んでいる。フュージョンの後継とも言えるスムーズ・ジャズがその1つである。ブラッド・メルドーはザ・バッド・プラスと共にロックを伝統的なジャズの文脈で演奏したり、ロック・ミュージシャンによるジャズ・バージョンの演奏を行なったりしている。1990年代に入ってからも前衛的なジャズも伝統的なジャズも継承され演奏されている。ハリー・コニック・ジュニア、ダイアナ・クラール、カサンドラ・ウィルソン、ミシェル・ンデゲオチェロらはこの時期に活動した。2000年代から2010年代には、ノラ・ジョーンズ、ホセ・ジェイムズ、ジェイミー・カラム、ロバート・グラスパー、エスペランサ・スポルディング、カマシ・ワシントン、グレゴリー・ポーター等がジャズ・シーンを牽引している。グレゴリー・ポーターはジャズだけでなく、ソウルやR&Bの要素も持っている。また、2010年代に、ヒップホップやファンクの要素が加わったケンドリック・ラマーとサンダーキャットのコラボなどジャズラップなどが人気となった。

### ジャズメンの来日
NHK『タモリのジャズスタジオ』においてピーター・バラカン・ブロードキャスターが「ヨーロッパと日本がなければ、アメリカのジャズ・ミュージシャンは生計が立たなかった」と述べた様に、ジャズ・プレイヤーにとって日本は重要なマーケットで、多くのミュージシャンが来日公演を行なっている。日本にジャズ・ミュージシャンとして初めて来日したアメリカ人は1952年、ベニー・グッドマン楽団で活躍したドラマーのジーン・クルーパである。翌年には、オスカー・ピーターソン、ベニー・カーター、エラ・フィッツジェラルドなどと共にジャズ・アット・ザ・フィルハーモニック（JATP）として再来日した（この一座にチャーリー・パーカーが参加し来日する予定もあったが結果的に実現しなかった）。その翌月にはルイ・アームストロングが初来日し公演を行っている。

## 各地域のジャズ

### ヨーロッパ
ヨーロッパではイギリス、フランス、ドイツ、北欧などでもジャズが発展した。イギリスのジャズメンでは、ケニー・ボール&ヒズ・ジャズメンの「遥かなるアラモ」、クリス・バーバーの「可愛い花」などがよく知られている。フランスではアメリカから移住した、「小さな花」のシドニー・ベシェや、後のデクスター・ゴードンらがジャズを広めた。北欧でもジャズが、盛んに演奏された。しかし、ヨーロッパの一部では、保守層やファシズム政権等で、「黒人音楽」「軽佻浮薄」な「非音楽」であるとしてジャズを排斥する動きも起こった。ナチ党に支配されたナチス・ドイツでは、反ジャズが政府の公式な見解となり、「退廃音楽」「斜めの音楽」（比喩：「変な音楽」)と呼ばれ1935年に黒人が演奏するジャズの放送が禁止されるなど、様々な条例が作られた。しかし当局によるジャズの定義があいまいであったため、ドイツ人演奏家によるジャズ演奏自体は行われていた。ナチスは、すでに大衆音楽として普及していたジャズを禁止することは得策ではないとして、娯楽放送や宣伝放送にジャズを紛れ込ませた。

### ラテン・アメリカ
アフロキューバン・ジャズと呼ばれ、ラロ・シフリンらが活躍した。

### アフリカ
ダラー・ブランドらがいたが、彼のジャズはアメリカのジャズとほぼ同じ音楽性だった。アフロ・ジャズ、アフロ・ディスコは、欧米や日本で考えられている、ジャズ、ディスコとは、サウンドが異なる。

### 戦前日本のジャズ
戦前の日本にすでに渡ってきていた舶来音楽、西洋音楽には、ジャズとタンゴがあった。初期のジャズ演奏家には、紙恭輔、南里文雄、井田一郎らがいた。井田は1923年に日本で初めてのプロのジャズバンドを神戸で結成した。
ジャズの聴き手や演奏家には、都会人やブルジョワ階級の子弟が多かった。当時のレコード業界はポリドール（1927）、ビクター （1927）、コロムビア（1928）と外資系の大手レコード会社が設立された。テイチクは、異業種参入組のキング（大日本雄弁会講談社のレコード会社）より更に遅い1934年だが、その年の12月に発売したディック・ミネの「ダイナ」がヒット。「ダイナ」はよくカバーされた日本のジャズソングであり、榎本健一はパロディとしてカバーした。
最初のジャズソングとされるのが二村定一がジーン・オースティンの"My Blue Heaven"をカバーした「青空」で、1927年にラジオ放送された。レコードが発売されたのは翌年の1928年。A面が「青空」、B面が「アラビヤの唄」だった。また、ラジオ、レコードで企画を立ち上げる人間も必要になり堀内敬三が登場した。初期のジャズ演奏家である紙恭輔がコロムビアに関わった。
1930年代のスウィングジャズは、時代の最先端であり、服部良一は1935年当時のデザインの流線型を題材にした「流線型ジャズ」（志村道夫）を世に出した。しかし、1940年10月31日限りで日本全国のダンスホールは一斉閉鎖された。
行政警察を管掌する内務省、映画や音楽を監督指導する情報局はジャズを「敵性音楽」として禁令を出したが、抽象的過ぎて何の曲がジャズに含まれるか、音楽の素人である役人に判別は難しかった。また1943年1月にはジャズレコードの演奏禁止、更にレコードの自発的提出、「治安警察法第十六条」の適用による強制的回収などにより米英音楽の一掃を図ったが、北村栄治のように自宅でこっそり聴いていた者もいた。最終的には役人に協力する音楽業界の人間が、日本音楽文化協会、いわゆる「音文」（音楽界の統制団体）の小委員会の決定により、「ジャズの演奏は禁止」となった。こののちジャズメンの活動は、各種の慰問団などに変わっていった。
戦前に活躍したジャズ・ミュージシャン、ジャズ歌手としては、二村定一、服部良一、淡谷のり子、ディック・ミネ、志村道夫、南里文雄、堀内敬三、川畑文子、ベティ稲田、井田一郎、レイモンド・コンデ、水島早苗、あきれたぼういずらがいた。

### 戦後日本のジャズ
戦後、ジャズ、カントリー、ハワイアンなどのアメリカ音楽が、日本に入ってきた。進駐軍の音楽は、「ベース」で演奏された。戦後の日本のジャズの早い例には、ニュー・パシフィック・ジャズバンドがあげられる。弘田三枝子、伊東ゆかり、しばたはつみは少女歌手として、米軍キャンプで歌った。
戦後は、服部良一が作曲したブギウギを笠置シヅ子に歌わせたことから始まる。江利チエミ、ジョージ川口、ティーブ釜萢（ムッシュかまやつの父）、ナンシー・梅木、世良譲などのすぐれた歌手、演奏家などが出、ジャズが大衆化した。一時期は、外国のポピュラー音楽をすべて「ジャズ」と呼ぶ風潮が広がったほどである。また、ディキシーランドジャズ・バンドが数多く生まれている。
鈴木章治とリズムエース、北村英治らも音楽活動を始めた。宮沢昭、守安祥太郎らも活躍した。1956年に穐吉敏子が、1962年に渡辺貞夫がバークリー音楽院（現バークリー音楽大学）に留学。1963年には松本英彦がモントレー・ジャズ・フェスティバルに出演する等、国際的に活動するミュージシャンも増えていった。八木正生、猪俣猛らも活躍した。
1960年頃、アート・ブレイキーのモーニン（1958年発表）のヒットにより、ファンキー・ブームが起こった。1961年に発足、翌年改名したミュージシャンたちの勉強会 新世紀音楽研究所（改名前はジャズ・アカデミー）に集った高柳昌行、富樫雅彦、日野皓正、菊地雅章、山下洋輔らが、毎週金曜日に銀巴里でジャムセッションを行った。日野皓正は、そこが自身の原点だと述べる。
1965年、ニューポートジャズフェスティバルに日本人ジャズシンガーとして初めて出演したのは、3日目のトリをビリーテイラートリオと一緒に出演した弘田三枝子だった。1960年代、70年代から日本でもフリー・ジャズが盛んになってくる。日本のフリー・ジャズの先駆者となったのは、阿部薫、高柳昌行らである。1970年代後半になるとフュージョン・ブームとなり、渡辺貞夫らもフュージョン・アルバムを出すほどだった。中央線沿線を拠点とするミュージシャンも多く登場し、1980年代後半、新星堂のプロデューサーが続に中央線ジャズという言葉を提唱した。
21世紀に入ってからも、H ZETTRIO、山中千尋、矢野沙織、寺久保エレナ、上原ひろみ、国府弘子、西山瞳、菊地成孔、小曽根真、石若駿らが活躍した。

## エピソード
ジャズ、ロックの評論家で、若者に人気だった植草甚一の約4000枚のジャズ・レコード・コレクションは、タモリが引き取ることになったという。
セクシーな女性歌手の系譜は、ヘレン・メリルらがルーツとも見られているが、21世紀の日本のジャズでも、高木里代子らがそれを引き継ぎ、山下毅雄の音楽が映画のサウンドトラックとして使用される現象も見られた。
他の音楽ジャンルにおけるジャズ要素を取り入れた楽曲は、ジャジーと表現されることがある。ジャジーという表現は、ロックやポップス、歌謡曲など、異なるジャンルでも使用される。またジャズは聴衆に、大人向け、自由といったイメージを抱かせ、BGM業界にも一定の役割を果たした。

### ジャズ・アンバサダーズ
ジャズ・アンバサダーズは、冷戦時代にアメリカ合衆国国務省が行ったジャズ外交で、ジャズ文化を世界に広めるためにツアーを行ったミュージシャンたちである。

## 主なスタイル/ジャンル
過去に演奏されたスタイルと、現在も演奏されているスタイルの双方を掲載している。
- ニューオーリンズ・ジャズ / ディキシーランド・ジャズ
- スウィング・ジャズ
- シンフォニック・ジャズ
- モダン・ジャズ
  - ビバップ
  - クール・ジャズ
  - ウエストコースト・ジャズ
  - ハード・バップ
  - ファンキー・ジャズ
  - ソウル・ジャズ
  - モード・ジャズ（新主流派を含む）
- フリー・ジャズ（アヴァンギャルド・ジャズ）
- ラテン・ジャズ (モダン・ジャズに含まれる場合もある) 
  - アフロ・キューバン・ジャズ
  - ブラジリアン・ジャズ
  - ボサノヴァ・ジャズ（スタン・ゲッツなど）
- ジャズ・ファンク（ファンキー・ジャズとは異なる）
- ジャズ・ロック
- エレクトリック・ジャズ（マイルス・デイヴィスなど）
- オルガン・ジャズ（ジミー・スミスなど）
- クロスオーヴァー（デオダートなど）
- フュージョン
- ロフト・ジャズ（英語版による）
- エスノ・ジャズ（英語版による）
- パンク・ジャズ
- ジャズ・ラップ
- クラブ・ジャズ
- スムーズジャズ
- アシッド・ジャズ
- トラッド・ジャズ
- コンテンポラリー・ジャズ
- ニュージャズ

## 著名な評論家
- リロイ・ジョーンズ（アミリ・バラカ）
- 岩浪洋三
- 植草甚一
- 大橋巨泉
- 野口久光
- 油井正一
- 原田和典

## 著名な演奏場所

### 著名なジャズクラブ
- ヴィレッジ・ヴァンガード（1935年 - 、ニューヨーク）グリニッジ・ヴィレッジ地区にあり、モダンジャズを牽引した名店。
- ミントンズ・プレイハウス（1938年 - 1974年、ニューヨーク）テナーサックス奏者ヘンリー・ミントンが開店。ビバップの発祥の証しとなる「ミントンハウスのチャーリー・クリスチャン」1941年でのセッションレコードで有名。2006年再開店。
- バードランド（1949年 - 1965年、ニューヨーク）マンハッタン地区にあったビバップ・モダンジャズの黄金時代を牽引した名店。1986年再開店。
- プリザベーション・ホール（1960年代 - 、ニューオーリンズ）ディキシーランド・ニューオーリンズジャズ主体の名店。
- ブルーノート（1981年 - 、ニューヨーク）グリニッジ・ヴィレッジ地区にあり、世界各国にレストランをチェーン展開。ブルーノート・レコードとは無関係。

### ジャズクラブ以外
- コットン・クラブ（1923年 - 1940年、ニューヨーク）ハーレム地区にあった名高い高級ナイトクラブ。
- カーネギー・ホール（1891年 - 、ニューヨーク）マンハッタン地区にあるコンサートホール。1938年ベニー・グッドマンにより史上初のジャズ・コンサートが開催された。
- アポロ・シアター (1860年 - 、ニューヨーク) マンハッタン地区にあるコンサートホール、クラブ。

### ジャズ喫茶
ジャズを聴きながら楽しむ喫茶店。日本で1950年代後半から流行り、1970年代から下火となる。

## 著名なフェスティバル

### 三大ジャズ・フェスティバル
- ニューポート・ジャズ・フェスティバル（アメリカ、1954年 - ロードアイランド州・ニューポート）
1984年に日本ビクターがスポンサーに付いて以降のフェスティバル・プロダクション主催の同フェスティバルは JVC Jazz Festival Newport, R.I. が正式名称。世界の複数の都市で姉妹フェスティバルが催されている）
- モントレー・ジャズ・フェスティバル（アメリカ・カリフォルニア州・モントレー）
- モントルー・ジャズ・フェスティバル（スイス・モントルー、毎年7月開催）

### 北アメリカ
- ニューポート・ジャズ・フェスティバル
- モントレー・ジャズ・フェスティバル
- サッチモ・サマーフェスト（アメリカ・ニューオーリンズ）: 毎年、ルイ・アームストロングの誕生日8月4日を含む日程で開催される。French Quarter Festivals, Inc.主催。
- ニューオーリンズ・ジャズ&ヘリテッジ・フェスティバル（アメリカ・ニューオーリンズ）（アメリカ、1970年 - ）
- バンクーバー・ジャズ・フェスティバル（カナダ・バンクーバー、毎年6月開催）
- モントリオール国際ジャズフェスティバル（カナダ・モントリオール）世界最大規模。
- シカゴ・ジャズ・フェスティバル - アメリカ・シカゴのグラント・パークで毎年9月開催。
- ビーチズ・インターナショナル・ジャズ・フェスティバル（カナダ・トロント）

### ヨーロッパ
- モントルー・ジャズ・フェスティバル
- ノース・シー・ジャズ・フェスティバル（オランダ・ロッテルダム）
- メールス・ニュー・ジャズ・フェスティバル（ドイツ・メールス）
- 四月ジャズ祭（フィンランド）
- ジャズ・ジャンボリー祭（ポーランド）
- アンティーブ・ジャズ祭（フランス）
- レニングラード・ジャズ祭（ロシア）

### アフリカ
- ケープタウン・インターナショナル・ジャズ・フェスティバル（南アフリカ共和国）

### アジア
- バクー・ジャズ・フェスティバル（アゼルバイジャン・バクー）
- ジャカルタ国際ジャワ・ジャズ・フェスティバル（インドネシア・ジャカルタ）
- ソウル・ジャズ・フェスティバル（韓国・ソウル）
- 台中ジャズ・フェスティバル（台湾・台中）

#### 日本
- MIYA JAZZ INN（1974年 -、栃木県）（無料）
- 神戸ジャズストリート（1981年 -、兵庫県）（有料）
- サッチモ祭（1981年 -、東京都 ）（無料）
- 富士通コンコード・ジャズ・フェスティバル（1986年 -、開催地は変動 ）（有料）
- 徳島ジャズストリート（1988年 -、徳島県）（有料）
- モントレー・ジャズフェスティバル・イン・能登（1989年 - 、石川県）世界で唯一、モントレー以外の地で「MJF」の名称使用許諾を得ている。（有料）
- なかのぶジャズフェスティバル（1989年 - 、東京都）第3回(2009年)より毎年の開催。（有料・無料）
- Jazz Picnic in 猪名川（1989年 - 、大阪府　有料。但し一時期はロックフェスティバルだった年もある）
- 横浜旭ジャズまつり（1990年 -、神奈川県 ）毎年7月の最終日曜日にこども自然公園で開催。（有料）
- 南郷サマージャズフェスティバル（1990年 - 、青森県）行政主催のジャズフェスティバルとしてスタート（有料）
- 定禅寺ストリートジャズフェスティバル（1991年 -、宮城県）2日間合計で70万人以上の観客数となる日本最大の街角音楽祭。（無料）
- ハママツ・ジャズ・ウィーク（1992年 -、静岡県 ）（有料）
  - ヤマハ・ジャズ・フェスティバル・イン・浜松
- 横濱ジャズプロムナード（1993年 -、神奈川県 ）（有料・無料）
- 阿佐ヶ谷ジャズストリート（1995年 -、東京都 ）（有料）
- 若松鉄人Jazz（1997年-、福岡県北九州市）（有料）
- 高槻ジャズストリート（1999年-、大阪府）（無料）
- 新宿トラッド・ジャズ・フェスティバル（2000年-、東京都）
- JAZZ PROMENADE in SENDAI（2001年 - 、宮城県）（無料）
- 守口・門真ジャズフェスティバル（2001年 - 、大阪府）（有料・無料）
- 東京JAZZ（2002年 -、東京都 ）（有料）
- 新潟ジャズストリート（2003年 -、新潟県 ）（有料）
- 十三ジャズ（2003年 -、大阪府）（無料）
- 岡崎ジャズストリート（2006年 -、愛知県）（有料・無料）
- 法善寺ジャズストリート（大阪府）（無料）
- お茶の水JAZZ祭（2007 -、東京都）（有料）
- SAPPORO CITY JAZZ（2007年 -、北海道）
- 新宿春の楽しいジャズ祭り（? -、東京都）（有料）
- びわこジャズ東近江 （2009年-、滋賀県東近江市）（無料）毎年4月の土・日曜日に開催。2011年は市内25箇所150組が参加した。2016年度より現在の名称に変更。旧名びわこJAZZフェスティバル。
- 大津ジャズフェスティバル （2009年-、滋賀県大津市）（無料）琵琶湖岸大津港周辺を舞台に世界一美しいジャズフェスティバルとして毎年10月の土・日曜日に行われる。2009年は26箇所234組が参加。
- 中洲ジャズ （2009年-、福岡県福岡市） （無料）
- 金沢JAZZ STREET （2009年-、石川県金沢市）（有料・無料）
- 倉敷ジャズストリート（2009年-、岡山県倉敷市） （有料）
- すみだストリートジャズフェスティバル （2010年-、東京都） （無料）
- 小金井ジャズフェスティバル （2011年-、東京都） （無料）
- 赤れんがSummerJazz+ （2011年-、京都府舞鶴市） （有料）
- 高松ミュージックブルーフェス（2011年-、香川県高松市） （無料）
- 関門まちかどジャズ（2011年-、福岡県北九州市）（無料）
- 四日市JAZZフェスティバル（2012年-、三重県四日市）  （無料）
- さくらジャンゴ・ラインハルトフェスティバル （2012年-、栃木県さくら市）  （無料）

- 飛騨高山ジャズフェスティバル（2018年、岐阜県高山市）  （有料）
- 瀬戸内ジャンゴ・ストリート（2020年-、香川県高松市） （無料）
- KITAKYU JAZZ STREET（2020年-、福岡県北九州市）（無料）
- 神戸ジャズウィーク
- ジャズアート仙川
- ライブ・マジック
- 川崎ジャズ
- 横浜ジャズプロムナード
- JAZZ in FUCHU
- 湯河原ジャズ・フェスティバル
- 高崎ジャズ・フェスティバル
- JAZZ ART FESTIVAL

##### 開催終了
- びわ湖バレイ・ジャズ・フェスティバル（1965年 - 1993年、滋賀）（有料）
- ライブ・アンダー・ザ・スカイ（1977年 - 1992年、東京都）（有料）
- オーレックス・ジャズ・フェスティバル（1980年 - 1983年）
- ニューポート・ジャズ・フェスティバル・イン・斑尾（1982年 - 2003年、新潟・長野県）初期～中期は、ジョージ・ウェインがプロデュースした（有料）
- マウント・フジ・ジャズ・フェスティバル（1986年 - 1996年、2002年、山梨県）（有料）

## 著名な教育機関
- バークリー音楽大学（アメリカ）
- ジュリアード音楽院（アメリカ）
- ジェイコブズ音楽院（アメリカ）
- リーズ音楽大学（イギリス）

## 関連作品・関連メディア

### TV・ラジオ番組

#### ジャズ専門衛星放送
- ミュージックバード(SPACE DiVA)内THE JAZZ、CSデジタル音声放送。かつてはCS-PCM音声放送でも放送。
ジャズに関する総合チャンネル。レギュラー番組ほか、ライブ、アーチスト特集、新譜・ビンテージ音源の紹介など。

#### ジャズ専門ネットラジオ局（無償配信）
- 1.FM - アメリカ。多くのチャンネルをもつ。128kbpsのスムースジャズチャンネルがある。
- BlueNoteRadio - アメリカ。ジャズ名門レーベル直営。
- Dr. Horner's Classic Jazz Corner
- SKY.fm - アメリカ。多くのチャンネルを持つ。96kbpsのスムースジャズ、モダンジャズチャンネルがある。
  - チャンネル別ページ : Smooth Jazz, Uptempo Smooth Jazz, Piano Jazz, Bossa Nova Jazz, * * * *Modern Jazz, Bebop Jazz
- SmoothJazz.com -アメリカ。128kbpsのスムースジャズ。
- Mars FM - Jazz Radio

#### ラジオ放送
- セッションxxxx (NHK-FM)
- ロマンチックコンサート『エンジョイ・ジャズ』（ラジオ深夜便内、NHKラジオ第1・NHK-FM）
- ジャズ・トゥナイト (NHK-FM)
- テイスト・オブ・ジャズ（ラジオNIKKEI）
- オトナのJAZZTIME（ラジオ日本）
- Legacy Of Jazz （JFN系各局）- エフエム東京系
- ASAHI BEER OZ MEETS JAZZ（JFL系各局）- 幹事局はJ-WAVE
地方局
  - おばん de JAZZ（STVラジオ）
  - インビテーション・トゥ・ジャズ （SBSラジオ）
  - 渡辺美香のWhat a Wonderful World（CBCラジオ）
  - ジャズ・シティ（富山シティエフエムほか）
  - ワンダフル・ジャズ・タウン（FM愛媛）
  - 酒とJAZZの日々（FM徳島）
  - 黒木研三の“ジャズライブラリー”（ラジオ関西）
  - JAZZ STRUTTIN'（Date fm）
  - World Jazz Warehouse（FM COCOLO）

ラジオ放送終了番組
  - 水曜WANTED!（TOKYO FM） - パーソナリティが菊地成孔・大谷能生の時代にジャズを主体とした放送がされた。
  - 渡辺美香のMy Favorite Things （CBCラジオ）
  - 後藤浩二 ジャズ魂～あなたと夜と音楽と～(CBCラジオ）
  - 朝のなつメロ（東海ラジオ) - 歌謡曲・演歌中心の内容だったがパーソナリティが村上和宏アナウンサー担当時のみ「ドーナツアワー」のサブタイトルが付き洋楽・ジャズ中心に放送されていた。
  - ホットジャズライン（ラジオ関西） - 主にディキシーランド・ジャズやスウィングを放送していた。
  - ときめきJAZZ喫茶（NHKラジオ第1）
  - ジャズトレイン（RKBラジオ）
  - 巨泉のジャズABC（TBSラジオ）

テレビ放送終了番組
  - 純情きらり（NHK・朝の連続テレビ小説） - ヒロインがジャズピアニストを目指すストーリーであり、ジャズのスタンダードナンバーやジャズ風にアレンジされた唱歌などが劇中で頻繁に演じられていた。
  - カムカムエヴリバディ（NHK・朝の連続テレビ小説） - ルイ・アームストロングの『オン・ザ・サニー・サイド・オブ・ザ・ストリート』が物語の重要なキーワードとして描かれている。

### 映画
アーティスト伝記物、もしくはストーリー・音楽ともにジャズと関わりの深い作品

#### 洋画
伝記物
- グレン・ミラー物語 （1953年） - アンソニー・マン監督 ジェームズ・ステュアート出演
- ベニイ・グッドマン物語 （1955年） - バレンタイン・デイビス監督、テディ・ウィルソン、ライオネル・ハンプトン、ジーン・クルーパ、スタン・ゲッツ、ハリー・ジェイムス、ジギー・エルマン出演
- 五つの銅貨 （1959年） - メルヴィル・シェイヴルソン監督、ダニー・ケイ、ルイ・アームストロング、ボブ・クロスビー出演。レッド・ニコルズ（コルネット奏者）の半生を描く。
- ビリー・ホリデイ物語/奇妙な果実 （1972年） - ダイアナ・ロス主演、ビリー・ホリデイの生涯を描いた伝記映画。
- コットン・クラブ （1984年）
- ラウンド・ミッドナイト （1986年） - デクスター・ゴードン出演、ハービー・ハンコック音楽、ベルトラン・ダベルニエ監督。バド・パウエルとレスター・ヤングの挿話に基づいて描いている。
- バード （1988年） - クリント・イーストウッド監督、チャーリー・パーカーの生涯を描いた伝記映画。
- ストレート・ノー・チェイサー （1988年） - セロニアス・モンク出演、クリント・イーストウッド製作総指揮
- レッツ・ゲット・ロスト （1988年） - チェット・ベイカー出演、ブルース・ウェーバー製作・監督
- MILES AHEAD/マイルス・デイヴィス 空白の5年間 (2015年) - マイルス・デイヴィスの伝記映画
- ブルーに生まれついて (2015年) - チェット・ベイカーの伝記映画
- 私が殺したリー・モーガン (2016年) - リー・モーガンの伝記映画

記録映画
- 真夏の夜のジャズ （1960年）

フィクション
- ジャズ・シンガー （1927年） - 世界初のトーキー映画。
- 黄金の雨 （1936年） - ノーマン・Z・マクロード監督、ビング・クロスビー、ルイ・アームストロングら出演。
- 画家とモデル （1937年） - ラオール・ウォルシュ監督、ジャック・ベニー主演、ルイ・アームストロングら出演。
- ニューオーリンズ （1947年） - アーサー・ルービン監督、ルイ・アームストロングやビリー・ホリデイが脇役として出演
- 情熱の狂想曲 （1950年）
- 上流社会 （1956年） - チャールズ・ウォルターズ監督、ビング・クロスビー、フランク・シナトラ、ルイ・アームストロング出演
- 酒とバラの日々 （1962年）
- おしゃれキャット (1970年) - ディズニー制作アニメーション。貴族と放浪者の対比を「クラシック音楽」と「ジャズ」という音楽性の違いによって描写している。
- ニューヨーク・ニューヨーク （1977年）
- ラグタイム （1981年）
- ジャズメン（英語版） （1984年） - ソ連製作
- ハーレム・ナイト （1989年）
- モ'・ベター・ブルース （1990年） - デンゼル・ワシントン出演、スパイク・リー監督・出演
- ディンゴ （1991年） - 音楽を担当したマイルス・デイヴィス自身も俳優として出演
- スウィング・キッズ （1993年） - ナチス政権下のハンブルクでスウィング・ジャズを愛する青年達の悲劇を描いている。
- セッション （2014年）
- ラ・ラ・ランド (2016年)

#### 邦画
伝記物
- エンドレス・ワルツ （1995年） - 若松孝二監督。阿部薫を描く

フィクション
- さらばモスクワ愚連隊 （1968年） - 五木寛之原作、堀川弘通監督
- 上海バンスキング - 1984年版（監督 : 深作欣二）と1988年版（監督 : 串田和美）の二作品がある。いずれも原作は斎藤憐
- ジャズ大名 （1986年） - 筒井康隆原作、岡本喜八監督
- キャバレー （1986年） - 栗本薫原作、角川春樹監督
- この世の外へ クラブ進駐軍 （2004年） - 阪本順治監督・脚本
- スウィングガールズ （2004年） - 矢口史靖監督・脚本
- 大停電の夜に （2005年） - 源孝志監督

ジャズの映画音楽/サウンドトラック
- ファンキーハットの快男児 （1961年） - 音楽：三保啓太郎[注釈 7]、監督： 深作欣二、主演千葉真一
- ファンキーハットの快男児 二千万円の腕 （1961年） - 音楽：三保啓太郎、 監督 ： 深作欣二
- 裸の銃弾（1969年） - 音楽：山下洋輔トリオ、　監督：若松孝二
- 天使の恍惚（1972年） - 音楽：山下洋輔トリオ、　監督：若松孝二
- 脱走遊戯 （1976年） - 音楽：八木正生、 監督 ：山下耕作
- 十三人連続暴行魔（1978年） - 音楽：阿部薫、監督：若松孝二

## その他
- ジャズをモチーフとした小説を多く発表している作家
  - 五木寛之 - 「さらばモスクワ愚連隊」「青年は荒野をめざす」等
  - 筒井康隆 - 「ジャズ大名」「男たちのかいた絵」「ジャズ小説」等
  - 村上春樹 - 「国境の南、太陽の西」「アフターダーク」等。ジャズに特化したエッセイ集「ポートレイト・イン・ジャズ」も発表
- 川柳川柳 - ジャズを取り入れた新作落語「ジャズ息子」「ガーコン」を作る
- ナチスではジャズを シュレーゲムジーク（ドイツ語で「変な音楽」の意）と呼び、アメリカ人の退廃的な文化であるというプロパガンダを流していた。
- ジャズをモチーフとした絵画を多く発表している画家
  - 立川広己 - 「ジャズ」「JAZZ」「JAZZの流れる卓上」「ジャズの流れる街」等『JAZZシリーズ』作品群、「JAZZの中の裸婦」『花シリーズ薔薇図』との融合作「ジャズと赤バラ」等創作。主に抽象画。